# Hypotrachyna toiana
Hypotrachyna toiana är en lavart som beskrevs av Elix. Hypotrachyna toiana ingår i släktet Hypotrachyna och familjen Parmeliaceae.   Inga underarter finns listade i Catalogue of Life.